# Bitwa pod Aleppo (1400)
Bitwa pod Aleppo – starcie zbrojne, które miało miejsce w roku 1400 w trakcie najazdu Timura na Syrię
W roku 1400 Timur Chromy wkroczył do Syrii i podszedł pod Aleppo, w którym stały gotowe do walki mameluckie armie z Damaszku, Antiochii, Homsu i Hamy. Celem Timura było wyciągnięcie armii mameluckiej z miasta i wydanie jej bitwy. Plan powiódł się i pod koniec października mamelucy byli już gotowi do bitwy na przedpolach miasta. Prawe skrzydło ich armii zajęli mamelucy z Damaszku pod wodzą emira Suduna, lewe skrzydło obsadziły oddziały z Aleppo dowodzone przez Timurtasza. Centrum tworzyła piechota z Aleppo. Po przeciwnej stronie składającej się z sił tureckich i mongolskich Timur stanął wraz z oddziałem słoni bojowych na prawym skrzydle, pozostałe odcinki powierzając swojemu synowi (Szah Ruh) oraz dwóm wnukom. W rezerwie stanęła konnica.
Bitwę rozpoczął atak prawego skrzydła Timura na lewe skrzydło mameluckie. W końcu mamelucy ugięli się przed atakiem słoni rozpoczynając odwrót do miasta. Widząc ucieczkę oddziałów lewego skrzydła, Damasceńczycy rozpoczęły ucieczkę na południe. Wielu z nich zginęło z rąk ścigającej ich jazdy Timura. Sudun i Timurtasz schronili się w miejscowej cytadeli, po jakimś czasie skapitulowali jednak w nadziei zapobieżenia rzezi mieszkańców. Wówczas jednak nastąpiła masakra mieszkańców a ulice Aleppo zapełniły się trupami. Po rzezi zwycięzcy rozpoczęli grabież miasta. Na zewnątrz murów usypano stosy z 20 000 odrąbanych głów. Po walce miasto przypominało ruinę i cmentarzysko.